# Iemoto
Iemoto (家元; letteralmente: "Fondazione di famiglia") è un termine giapponese utilizzato per riferirsi al fondatore o attuale maestro di una certa scuola di arti tradizionali giapponesi. È usato come sinonimo della parola: sōke (宗家) quando esso si riferisce alla famiglia o alla casa alla quale un iemoto è a capo e rappresenta.
La parola iemoto viene inoltre utilizzata per descrivere un sistema di generazioni familiari nelle arti tradizionali giapponesi come il cha no yu, l'ikebana, il teatro nō, la calligrafia, danza tradizionale giapponese, musica tradizionale giapponese, l'arte giapponese di apprezzamento dell'incenso (kōdō), l'arte giapponese sencha (senchadō), e le arti marziali. Tale sistema era usato un tempo anche nei giochi dello Shōgi e del Go. Il sistema iemoto è caratterizzato da una struttura gerarchica e da un'autorità suprema del iemoto, che eredita le tradizioni segrete dal precedente iemoto.
Un iemoto può essere identificato dal titolo Iemoto o O-iemoto, o dal titolo sōshō (宗匠) o Ō-sensei (大先生). I ruoli principali dello iemoto sono dal condurre la scuola e proteggere le tradizioni, ad essere l'autorità finale su materie riguardanti la scuola, al rilascio o approvazione di licenze ed in alcuni casi per istruire i praticanti più avanzati.